# Intervención japonesa en Siberia
La Intervención japonesa en Siberia  (シベリア出兵 Shiberia Shuppei) de 1918-1922 fue el envío de fuerzas militares japonesas a las provincias marítimas rusas como parte de un mayor esfuerzo por parte de las potencias occidentales y Japón para apoyar a las fuerzas blancas rusas contra el Ejército Rojo bolchevique durante la guerra civil rusa. Los japoneses tuvieron 1399 muertos y otras 1717 bajas por enfermedad.

## Antecedentes
Artículo principal: Intervención en Siberia y Guerra civil rusa
El 23 de agosto de 1914, el Imperio del Japón declaró la guerra a Alemania, en parte debido a la Alianza Anglo-Japonesa, y Japón se convirtió en miembro de la Triple Entente. La Armada Imperial Japonesa hizo una contribución considerable al esfuerzo de guerra Aliado; sin embargo, el Ejército Imperial Japonés simpatizó más con Alemania y, aparte de la toma de Tsingtao, resistió los intentos de involucrarse en el combate. El derrocamiento del zar Nicolás II y el establecimiento de un gobierno bolchevique en Rusia llevaron a una paz separada con Alemania y al colapso del Frente Oriental. La propagación de la revolución bolchevique antimonárquica hacia el este fue de gran preocupación para el gobierno japonés. Vladivostok, frente al mar de Japón, era un puerto importante, con una gran cantidad de tiendas militares y una gran comunidad de comerciantes extranjeros.

### Participación japonesa

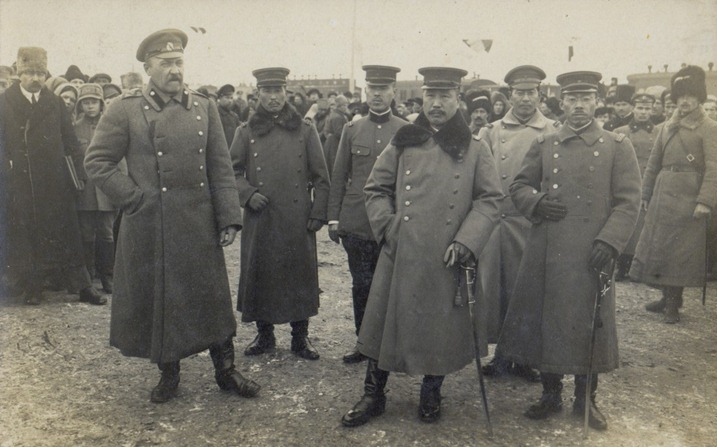
Oficiales japoneses en Vladivostok con el comandante local, el Teniente General Rozanov (1920).

Inicialmente, los franceses pidieron a los japoneses que intervinieran en Rusia en 1917, pero se negaron. Sin embargo, en febrero de 1918, la Oficina del Estado Mayor del Ejército Imperial Japonés y el Ministerio del Ejército formaron un "Comité de Planificación de Siberia" con el objetivo de explorar la posibilidad de que el colapso zarista fuera una oportunidad para liberar a Japón de cualquier amenaza futura de Rusia, separando Siberia y formando un estado tapón independiente. El Ejército propuso atacar en dos frentes, desde Vladivostok hasta Jabárovsk a lo largo del río Amur y también a través del Ferrocarril Chino del Este para cortar el ferrocarril ruso Transiberiano en el lago Baikal. El gobierno japonés, entonces bajo el liderazgo civil del Primer Ministro Hara Takashi, se negó a emprender tal expedición.
A finales de 1917, el gobierno japonés se alarmó al descubrir que el gobierno británico, a pesar de la Alianza Anglo-Japonesa, se había acercado a los Estados Unidos acerca de una posible intervención conjunta en Vladivostok, sin consultar a Japón. En diciembre de 1917, los británicos acordaron que dicha fuerza debería incluir a Japón, pero antes de que se pudieran resolver los detalles, los británicos ordenaron al HMS Suffolk de Hong Kong a Vladivostok. El primer ministro japonés, Terauchi Masatake, se indignó y le ordenó a la Armada Imperial Japonesa llegar primero a Vladivostok. La tarea fue asignada al contraalmirante Katō Kanji con los acorazados Iwami y Asahi. Con las cuadrillas trabajando día y noche durante las vacaciones de año nuevo, el Iwami pudo salir del distrito naval de Kure el 9 de enero de 1918 y llegó a Vladivostok el 12 de enero, solo dos días antes del HMS Suffolk. El Asahi llegó el 17 de enero y se convirtió en el buque insignia de Katō. El USS Brooklyn, que había estado estacionado en Vladivostok hasta diciembre de 1917, regresó el 1 de marzo.

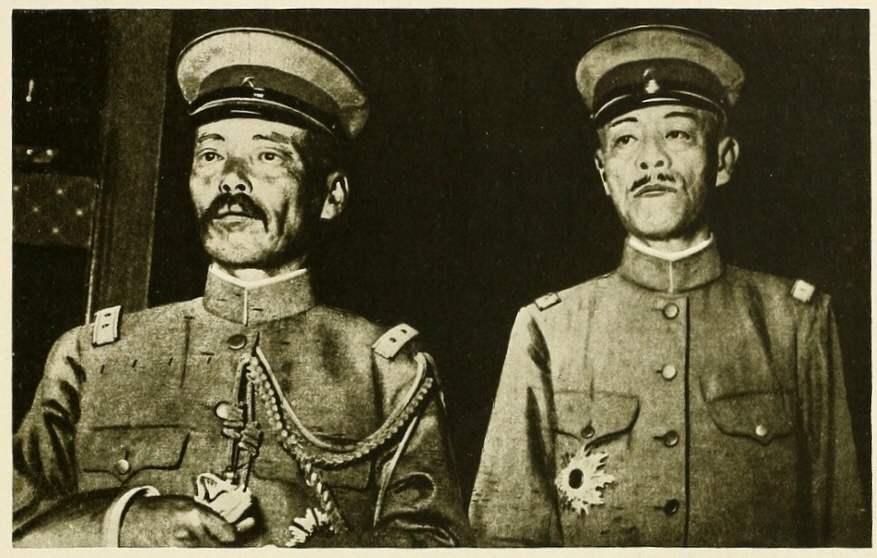
El Teniente General Mitsue Yui y General Kikuzo Otani, los líderes de las fuerzas japonesas en Siberia.

La intención original era que esta demostración de fuerza de los buques de guerra aliados aumentara la confianza de las fuerzas locales antibolcheviques y ayudara a restablecer el orden público; sin embargo, esto resultó ser demasiado optimista. Después de que una multitud armada saqueara una tienda de propiedad japonesa, matando a su dueño, el gobierno japonés, sin esperar a una investigación del asesinato, permitió el desembarco de los marines, que procedieron a ocupar toda la ciudad. Los británicos también desembarcaron a 100 marines para proteger su consulado, pero los estadounidenses no tomaron ninguna medida. En julio de 1918, el presidente Wilson solicitó al gobierno japonés que suministrara 7000 soldados como parte de una coalición internacional de 25 000 efectivos, incluida una Fuerza Expedicionaria Estadounidense, planeada para apoyar el rescate de la Legión Checoslovaca y la obtención de suministros de guerra almacenados en Vladivostok. Después del acalorado debate en la Dieta, la administración del Primer Ministro Terauchi acordó enviar 12 000 hombres, pero bajo el mando de Japón, en lugar de formar parte de una coalición internacional.

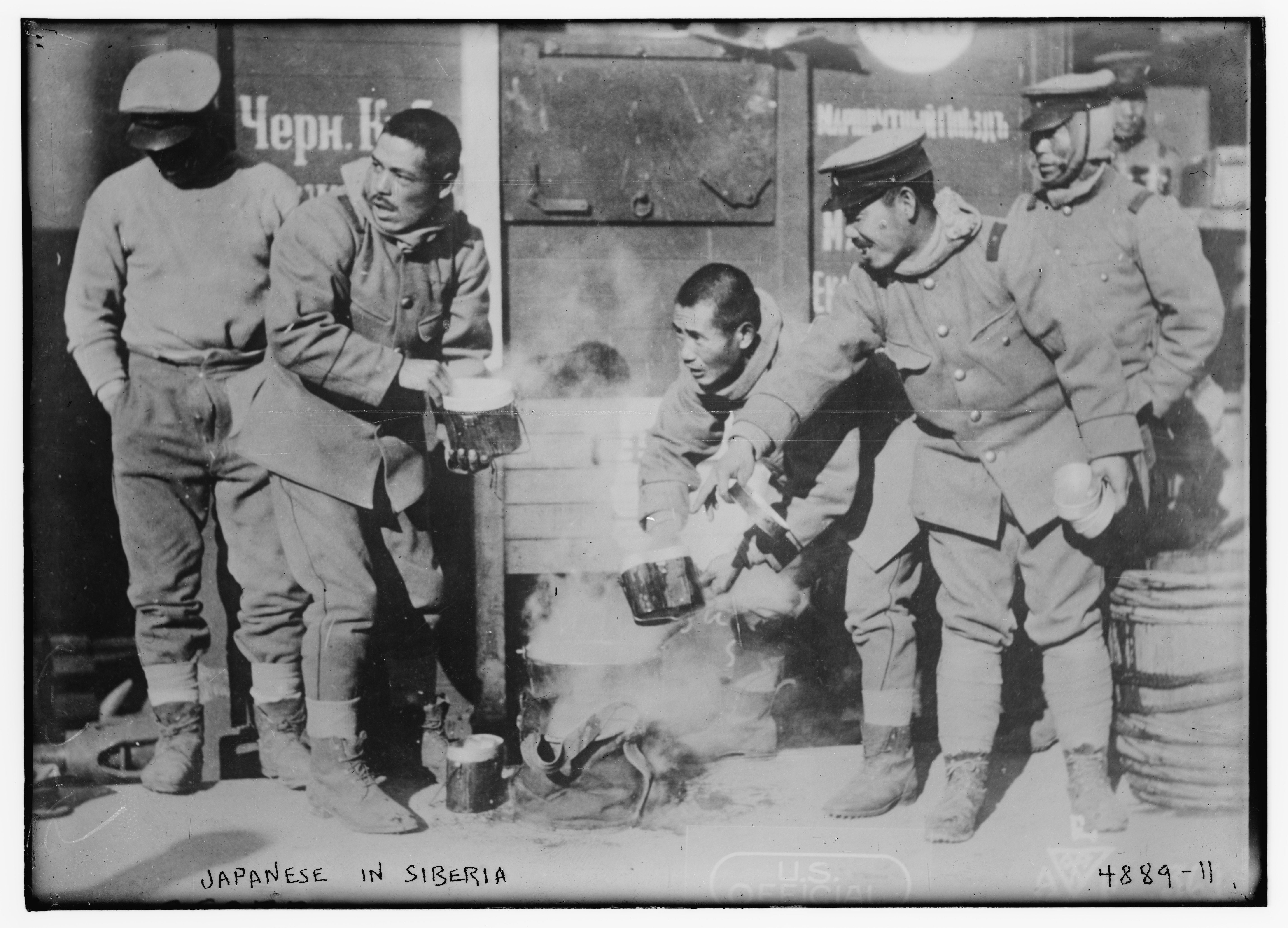
Soldados japoneses en Siberia.

Una vez que se llegó a la decisión política, el Ejército Imperial Japonés tomó el control total del Jefe de Estado Mayor Yui Mitsue y se llevó a cabo una extensa planificación de la expedición. Los japoneses finalmente desplegaron 70 000 soldados bajo el mando del general Kikuzo Otani, mucho más de lo que cualquiera de las otras potencias aliadas había previsto. Además, aunque los Aliados habían previsto operaciones sólo en las cercanías de Vladivostok, en cuestión de meses las fuerzas japonesas habían penetrado tan al oeste como el Lago Baikal y Buriatia, y para 1920, zaibatsus como Mitsubishi, Mitsui y otros, habían abierto oficinas en Vladivostok, Jabárovsk, Nikolayevsk del Amur y Chitá, trayendo con ellos más de 50.000 colonos civiles. Después de que la coalición internacional retirara sus fuerzas, el ejército japonés se mantuvo. Sin embargo, la oposición política impidió que el Ejército se anexara esta la región rica en recursos. Japón continuó apoyando al líder del Movimiento Blanco, el almirante Aleksandr Kolchak hasta su derrota y captura en 1920, y también apoyó al régimen de Ataman Semenov, quien debería tomar el control del estado tapón en el futuro, y cuyo inestable gobierno colapsó en 1922. En marzo y abril de 1922, el ejército japonés rechazó las grandes ofensivas bolcheviques contra Vladivostok. El 24 de junio de 1922, Japón anunció que se retiraría unilateralmente de todo el territorio ruso en octubre, con la excepción de la isla norteña de Sakhalin, que había sido tomada como represalia por el incidente de Nikolayevsk en 1920. El 20 de enero de 1925, se celebró en Beijing la Convención Básica Soviético-Japonesa. Siguiendo esta convención, Japón se comprometió a retirar sus tropas del norte de Sajalín antes del 15 de mayo de 1925.

## Efectos en la política japonesa
Los motivos de Japón para la intervención en Siberia eran complejos y poco articulados. En general, Japón (al igual que Estados Unidos y otras fuerzas de la coalición internacional) se encontraba en Siberia para salvaguardar los suministros militares almacenados y rescatar a la Legión Checoslovaca. Sin embargo, la antipatía del gobierno japonés hacia el comunismo, la determinación de recuperar los territorios perdidos a manos de Rusia y la oportunidad percibida de resolver el "problema del norte" en beneficio de Japón, ya fuera creando un estado tapón defensivo o mediante una adquisición territorial absoluta también fueron factores importantes. Sin embargo, el patrocinio de varios líderes del Movimiento Blanco dejó a Japón en una mala posición diplomática con respecto al gobierno de la Unión Soviética, después de que el Ejército Rojo finalmente saliera victorioso de la Guerra Civil Rusa. La intervención desgarró la unidad de Japón en tiempos de guerra, lo que llevó a que el ejército y el gobierno se involucraran en una amarga controversia y renovaran la lucha de facciones dentro del propio ejército. La conducta oficial de la Intervención Siberiana fue luego atacada con amargura en la Dieta japonesa, con el Ejército acusado de tergiversar el tamaño de las fuerzas enviadas, la malversación de fondos secretos y el apoyo a figuras como el teniente general Roman von Ungern-Sternberg, con rumores sobre atrocidades que habían llegado a la prensa.
Las víctimas japonesas de la Intervención Japonesa en Siberia incluyeron unos 5000 muertos en combate o por enfermedad, y los gastos incurridos fueron de más de 900 millones de yenes.